# Roy Dupuis
Roy Dupuis, nato Roy Michael Joseph Dupuis (New Liskeard, 21 aprile 1963), è un attore canadese.
È noto, in ambito internazionale, per il ruolo dell'agente antiterroristico Michael Samuelle, interpretato nella serie tv Nikita. Nel suo paese, il Canada, è noto soprattutto per aver interpretato il giocatore di hockey su ghiaccio Maurice Richard e il generale Roméo Dallaire nel film Shake Hands with the Devil.

## Biografia
Roy Dupuis è nato da genitori di origine quebecchese. Dalla sua infanzia all'età di undici anni ha vissuto ad Amos, Abitibi in Québec. I tre anni successivi ha vissuto in Ontario a Kapuskasing dove ha imparato la lingua inglese. Suo padre era un commesso viaggiatore e sua madre un'insegnante di pianoforte, ha un fratello più giovane, Roderick, e una sorella più grande, Roxanne. All'età di quattordici anni, quando i suoi genitori divorziarono, si è spostato con la madre a Laval in Québec ed ha terminato la scuola superiore. Dopo il diploma ha iniziato gli studi alla Scuola Nazionale del teatro in Canada dove si è laureato nel 1986.

### Carriera
Dupuis ha interpretato diversi ruoli sia a teatro, che in serie televisive e nel cinema.
Fra i suoi ruoli teatrali di maggior successo, quello di Romeo nella commedia di William Shakespeare Romeo e Giulietta e quello di Sam Shepard in True West. I ruoli che hanno fatto crescere la sua fama sono quelli interpretati nelle serie televisive come Les filles de Caleb (1990-1992) e Million Dollar Babies (1994), quest'ultimo l'ha reso noto anche al pubblico statunitense.
Il suo debutto negli Stati Uniti avvenne nel film Screamers - Urla dallo spazio (1995) e successivamente con il film Hemoglobin - Creature dell'inferno (1997). Il ruolo che lo portò alla fama internazionale fu quello di Michael Samuelle nella serie televisiva Nikita, serie che lo ha impegnato per cinque anni. Della stessa serie ha diretto l'episodio 5x06 Il male degli uomini nel 2001.
Nel 2003 ha vinto il Metrostar Award come miglior ruolo maschile per la sua interpretazione nella serie televisiva Le dernier chapitre e Le dernier chapitre II, filmati simultaneamente sia in lingua francese che inglese e trasmessi da Radio Canada e CBC.
Fra i suoi migliori ruoli, quelli nel film Being at Home with Claude (1992) diretto da Jean Beaudin dove veste i panni di Yves, un omosessuale che commette un omicidio passionale, e quello nel film J'en suis (1997).
Da ricordare poi il suo ruolo, accanto alla sua compagna, Céline Bonnier nel film Monica la Mitraille (2004), diretto da Pierre Houle, e quello del pianista jazz nel film Jack Paradise 2004, per il quale Dupuis ha imparato il movimento delle mani come pianista jazz seguendo il pianista James Gelfand, il compositore delle musiche del film.
Nel film Maurice Richard diretto da Charles Binamé, uscito nel 2005, Roy Dupuis ha interpretato, per la terza volta, il ruolo di Maurice Richard, famoso giocatore di hockey franco-canadese. Con questo film Dupuis ha vinto il premio Genie 2007.
Nel 2007 Dupuis ha recitato nel ruolo principale del generale Roméo Dallaire nel film drammatico Shake Hands with the Devil, diretto da Roger Spottiswoode che parla del genocidio avvenuto in Ruanda nel 1994. Il film, che ha ottenuto parecchi premi, è uscito in sala nel settembre 2007.
Nell'ottobre 2006 ha poi iniziato accanto all'attrice Susan Sarandon le riprese del film Emotional Arithmetic, diretto da Paolo Barzman ed uscito in sala in aprile 2008.
A giugno 2007 iniziò le riprese del film Un été sans point ni coup sûr, diretto ancora una volta dal regista ed amico Francis Leclerc. Il film è tratto dall'omonimo romanzo di Marc Robitaille e prodotto da Barbara Shrier, produttrice anche del film Mémoires Affectives, uscito in sala nella primavera 2008. Nel 2007 lavorò, ancora accanto alla compagna Céline Bonnier, al film Truffe diretto da Kim Nguyen, storia di pura invenzione ambientata in una Montreal del 2017. Il film aprì il Festival Fantasia il 3 luglio 2008 ed è uscito in sala il 22 agosto 2008. Lavorò ancora al film L'instinct de mort che racconta la storia di Jacques Mesrine il nemico pubblico francese degli anni settanta chiamato anche l'uomo dai 100 volti, uscito in sala ad ottobre 2008.
Nel 2008 Roy Dupuis è tornato a recitare in teatro, in un testo dell'autrice britannica Sarah Kane, Blasted, messo in scena da Jean-Marc Dalpé e prodotto da Sibyllines e poi da settembre 2008 ha lavorato al film Je me souviens (Némésis), diretto da André Forcier, uscito a marzo 2009, lavori che lo hanno visto entrambi ancora una volta accanto alla compagna Céline Bonnier. Nel 2008 ha lavorato anche al film Les Doigts crochés, diretto da Ken Scott uscito ad agosto 2009.
A fine 2009 ha partecipato alla serie televisiva Contact, l'encyclopédie de la création, serie sviluppata da Stéphan Bureau in collaborazione con Télé-Québec. L'episodio con Roy Dupuis è stato trasmesso il 26 marzo 2010 su Télé Québec.

## Vita privata

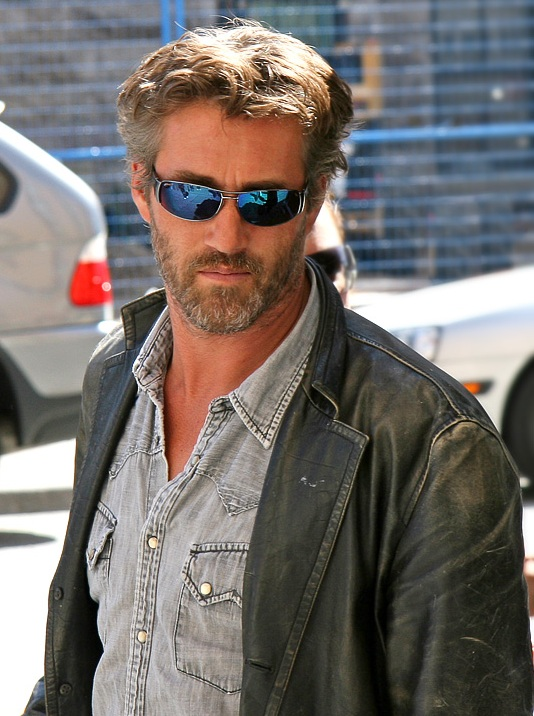
Roy Dupuis al Toronto International Film Festival.

È stato a lungo il compagno dell'attrice canadese Céline Bonnier. La loro relazione è nata a seguito della loro collaborazione nel film Million Dollar Babies del 1994 e sempre tenuta deliberatamente riservata dai due attori fino al 2011 quando dopo tanti anni insieme i due hanno preso strade separate. Dal 2014 frequenta l'attrice canadese Christine Beaulieu, conosciuta sul set del film Ceci n'est pas un polar.
Sino al 2006 Roy Dupuis ha sostenuto ed appoggiato la Fondazione Mira, una fondazione che opera per l'integrazione delle persone diversamente abili con l'aiuto dei cani che vengono addestrati singolarmente ed individualmente. Roy ha concentrato tutte le sue energie e fondi a sostegno della Rivers Foundation della quale è cofondatore e presidente. Rivers Foundation è un'organizzazione ambientale Canadese la cui missione è quella di proteggere i fiumi del Québec ed il loro habitat naturale dalla costruzione di centrali elettriche promuovendo contemporaneamente fonti energetiche alternative come quella eolica.
Da settembre 2009, Roy Dupuis, accanto ad altre figure note, per mezzo di Rivers Foundation ed in collaborazione con Avec Energie, sta promuovendo una campagna di sensibilizzazione pubblica verso un consumo più cosciente dell'energia elettrica da parte della popolazione così da ottenerne una riduzione dei consumi a salvaguardia i grandi fiumi canadesi.

## Teatro
- Blasted, di Sarah Kane, a cura di Jean-Marc Dalpé, prodotto da Sibyllines (2008)
- True West, di Sam Shepard, tras. da Pierre Legris (1994)
- Un Oiseau vivant dans la gueule (A live bird in its jaws), di Jeanne-Mance Delisle (1990)
- Roméo et Juliette (Romeo and Juliet), di William Shakespeare, trascritta da Jean-Louis Roux e diretta da Guillermo de Andrea e messa in scena al Théâtre du Nouveau Monde in Canada a partire dall'11 aprile al 6 maggio 1989.
- Les Muses orphelines (The orphan muses), di Michel Marc Bouchard (1988)
- Le Chien (The Dog), di Jean-Marc Dalpé (1987-1989)
- Toupie Wildwood, di Pascale Rafie (1988)
- Au pied de la lettre (At the end of the letter), un musical scritto da André Simard (1987)
- Pazzo d'amore, di Sam Shepard, tras. da Michèle Magny (1987)
- Harold et Maude (Harold and Maude), tras. e adatt. da Jean-Claude Carrière (1986)
- Les Deux Gentilshommes de Vérone (I due gentiluomini di Verona - The two gentlemen of Verona), di William Shakespeare, è stata adattata da Dominic Champagne e rappresentata al teatro Il Va Sans Dire tra il 1985-86, Roy Dupuis ha interpretato la parte di Proteus.
- La Passion selon Pier Paolo Pasolini (The Passion According to Pier Paolo Pasolini), di René Kalinsky (1985).

## Filmografia

### Cinema
- Sortie 234, regia di Michel Langlois - cortometraggio (1988)
- Gaspard et fil$, regia di François Labonté (1988)
- Jésus de Montréal , regia di Denys Arcand (1989)
- Dans le ventre du dragon , regia di Yves Simoneau (1989)
- Come fare l'amore con un negro senza stancarsi (Comment faire l'amour avec un nègre sans se fatiguer), regia di Jacques W. Benoît (1989)
- Le marché du couple , regia di Alain d'Aix (1990)
- Being at Home with Claude , regia di Jean Beaudin (1992)
- Rendez-vous con la morte (Entangled), regia di Max Fischer (1993)
- Cap tourmente, regia di Michel Langlois (1993)
- C'était le 12 du 12 et Chili avait les blues , regia di Charles Binamé (1993)
- Screamers - Urla dallo spazio (Screamers), regia di Christian Duguay (1995)
- J'en suis , regia di Claude Fournier (1996)
- Waiting for Michelangelo , regia di Curt Truninger (1996)
- L'Homme idéal , regia di George Mihalka (1996)
- Aire Libre , regia di Luis Armando Roche (1996)
- Hemoglobin - Creature dell'inferno (Hemoglobin), regia di Peter Svatek (1997)
- In fuga col malloppo (Free Money), regia di Yves Simoneau (1998)
- Séraphin: un homme et son péché, regia di Charles Binamé (2002)
- Le invasioni barbariche (Les Invasions barbares), regia di Denys Arcand (2003)
- C'est pas moi, c'est l'autre , regia di Alain Zaloum (2004)
- Mémoires Affectives regia di Francis Leclerc (2004)
- Manners of Dying , regia di Jeremy Peter Allen (2004)
- Monica la Mitraille , regia di Pierre Houle (2004)
- Jack Paradise (Les nuits de Montréal) , regia di Gilles Noël (2004)
- Maurice Richard, regia di Charles Binamé (2005)
- Les États-Unis d'Albert , regia di André Forcier (2005)
- That Beautiful Somewhere , regia di Robert Budreau (2006)
- Emotional Arithmetic (Autumn Hearts: A new beginning), regia di Paolo Barzman (2007)
- Shake Hands with the Devil (J'ai serre la main du Diable), regia di Roger Spottiswoode (2007)
- Revenir, regia di Francis Leclerc - cortometraggio (2007)
- Nemico pubblico N. 1 - L'istinto di morte (Mesrine: L'instinct de mort), regia di Jean-François Richet (2008)
- Un été sans point ni coup sûr, regia di Francis Leclerc (2008)
- Truffe, regia di Kim Nguyen (2008)
- The timekeeper (L' Heure de vérité ), regia di Louis Bélanger (2009)
- Les doigts croches , regia di Ken Scott (2009)
- Je me souviens (Némésis), regia di André Forcier (2009)
- Cut throats nine , regia di Rodrigo Gudiño (2010)
- Voci di potere (Rumours), regia di Guy Maddin, Evan Johnson e Galen Johnson (2024)

### Televisione
- L'Héritage - serie TV, episodi 1x1 (1987)
- Le parc des braves - serie TV (1988)
- Les enfants de la rue: Danny, regia di Yves Dion - film TV (1987)
- Le monde selon Croc - miniserie TV, 5 episodi (1988)
- Le grand jour, regia di Jean-Yves Laforce - film TV (1988)
- L'amour avec un grand A - serie TV, episodi 4x1-4x2 (1989)
- Les filles de Caleb - serie TV, 20 episodi (1990)
- Lance et compte: Tous pour un, regia di Richard Martin - film TV (1990)
- Scoop - serie TV, 13 episodi (1992)
- Blanche - serie TV, 4 episodi (1993)
- Million Dollar Babies - miniserie TV, episodi 1x1-1x2 (1994)
- Dark eyes - serie TV, episodi 1x0 (1995)
- Urgence - serie TV (1995)
- Heritage Minutes - miniserie TV (1997)
- Maurice Richard: histoire d'un Canadien - serie TV, episodi 1x1-1x2 (1999)
- Nikita - serie TV, 91 episodi (1997-2001)
- The Last Chapter - serie TV (2002)
- L'Invitation aux images, regia di Jocelyn Barnabé - film TV (2003)
- The Last Chapter II: The War Continues - miniserie TV, 6 episodi (2003)
- Les Règles du jeu: Roy Dupuis, regia di Bernar Hébert e Renée Claude Riendeau - documentario (2005)
- Maurice Richard: the legend, the story, the movie, regia di Barry Avrich - film TV (2006)
- Vente de Garage - serie TV (2007)
- Cinéma Québécois - serie TV (2008)[22]
- Contact, l'encyclopédie de la création - serie TV (2010)

## Riconoscimenti

### Métrostar Awards
- 1991 – Vinto come miglior attore – voto popolare
- 1992 – Vinto come miglior attore – voto popolare
- 2003 – Vinto come miglior attore nella serie The Last Chapter
- 2004 – Nominato come miglior attore nella serie The Last Chapter II: The War Continues
- 2000 – Nominato come miglior attore nella serie Maurice Richard: histoire d'un Canadien

### Gémeaux Awards
- 1992 – Vinto come miglior attore nella serie Les filles de Caleb

### Genie Awards
- 1993 – Nominato come miglior attore nel fim Cap tourmente
- 2004 – Nominato come miglior attore nel film Séraphin: un homme et son péché
- 2005 – Vinto come miglior attore nel film Mémoires Affectives
- 2007 – Vinto come miglior attore nel film Maurice Richard
- 2008 – Nominato come miglior attore nel film Shake Hands with the Devil

### Jutra Awards
- 2003 – Nominato come miglior attore nel film Séraphin: un homme et son péché
- 2005 – Vinto come miglior attore nel film Mémoires Affectives
- 2006 – Nominato come miglior attore nel film Maurice Richard
- 2008 – Vinto come miglior attore e miglior attore protagonista nel film Shake Hands with the Devil

### Tokyo international film festival
- 2006 – Vinto come miglior attore nel film Maurice Richard

### Atlantic Film Festival Awards
- 2007 – Vinto come miglior attore nel film Shake Hands with the Devil

## Doppiatori italiani
Nelle versioni in italiano delle opere in cui ha recitato, Roy Dupuis è stato doppiato da:
- Massimo Lodolo in Le invasioni barbariche
- Luca Ward in Screamers - urla dallo spazio
- Fabio Boccanera in Nikita
- Sacha Pilara ne La mietitrice del tempo